# Poliedro di Szilassi
In geometria solida il poliedro di Szilassi è un poliedro con 14 vertici, 21 spigoli e 7 facce esagonali.
È il poliedro duale del poliedro di Császár e deve il proprio nome al matematico ungherese Lajos Szilassi.

## Proprietà
Ognuna delle 7 facce del poliedro di Szilassi tocca tutte le altre facce (ovvero ne condivide uno spigolo); un altro solido con questa proprietà è il tetraedro.
La superficie del poliedro di Szilassi è topologicamente equivalente ad un toro ed illustra come su questo non valga il teorema dei quattro colori: per colorare le regioni connesse di un toro, in modo che due regioni adiacenti non abbiano mai lo stesso colore, possono essere necessari 7 colori.
Il poliedro duale del poliedro di Szilassi è il poliedro di Császár.